# Pedro I de Saboia
Pedro I de Saboia (c. 1048 - 9 de julho de 1078) conde de Saboia, Conde de Maurienne e marquês de Turim conjuntamente com o seu irmão Amadeu II de Saboia 1060-1078. Aparentemente governou sozinho, mas o verdadeiro poder estava nas mãos de sua mãe, Adelaide de Susa.

## Relações familiares
Foi filho de Otão I de Saboia (1010 — 19 de Janeiro de 1057), conde de Saboia e de Adelaide de Susa cujo nome de batismo foi Adelaide Cândia, (Turim, 1015 ou 1020 - Canischio, 19 de dezembro de 1091).
Foi casado com Inês de Poitou (ou Aquitânia) (c.1052 - depois de 18 de junho de 1089), filha de Guilherme VII da Aquitânia, (1023 - Outono de 1058), Duque da Aquitânia e de Ermesinde, com quem teve:
1. Alice de Saboia, que se casou com Bonifácio del Vasto (Savona c. 1060 - entre 1127 e 1132), marquês da Ligúria Ocidental e de Savona.
2. Inês de Saboia, condessa de Turim, casada com Frederico de Montbéliard, marquês de Susa.

## Bibliografa
- Marie José: O Sayoven casa , publicado pela Fundação Castellione, 1994.